# Chmelnyzkyj-Aufstand
Schowti Wody (1648) – Korsun (1648) – Starokostjantyniw (1648) – Pyljawzi (1648) – Pohost (1648) – Lojew I (1649) – Zahal (1649) – Sbarasch (1649) – Sboriw (1649) – Krasne (1651) – Kopytschynzi (1651) – Berestetschko (1651) – Lojew II (1651) – Bila Zerkwa (1651) – Batoh (1652) – Kamjanez-Podilskyj (1652) – Monastyryschtsche (1653) – Suceava (1653) – Schwanez (1653)
Der Chmelnyzkyj-Aufstand war ein gegen die Adelsrepublik Polen-Litauen gerichteter großer Aufstand der Saporoger Kosaken und breiter Schichten der orthodoxen Bevölkerung unter der Führung von Bohdan Chmelnyzkyj in den Jahren 1648–1657. Der Grund war die zunehmende Willkür polnischer adeliger Landbesitzer gegenüber der ukrainisch-belarussischen (ruthenischen) Landbevölkerung, wirtschaftliche Ausbeutung und der religiöse Druck auf die Orthodoxie im Rahmen der Union von Brest. In der modernen ukrainischen und belarussischen Geschichtsschreibung wird der Aufstand oft als „nationaler Befreiungskrieg des ukrainischen und des belarussischen Volkes“ bezeichnet. In der Geschichte des Judentums ist er vor allem wegen der damit verbundenen Pogrome bekannt.

## Verlauf
Bohdan Chmelnyzkyj, ein enteigneter ruthenischer Adliger, begab sich zur Saporoger Sitsch, dem Hort der Kosaken jenseits der Stromschnellen des Dnepr, und wurde dort zum Hetman gewählt. Das von ihm angeführte Saporoger Kosakenheer, das einen kolossalen Zulauf aus der antipolnisch eingestellten Bevölkerung hatte, begann einen erfolgreichen Feldzug gegen die Armee der polnischen Krone und schlug sie mehrmals empfindlich. Der Waffenstillstand von Zamość wurde 1648 zwischen dem polnisch-litauischen König Johann II. Kasimir und den Kosaken geschlossen. Bereits 1648, zu Beginn des Aufstandes, schickte Bohdan Chmelnyzkyj eine Gesandtschaft nach Moskau mit der Bitte um Beistand. Da Zar Alexei I., der gerade mit innenpolitischen Unruhen zu kämpfen hatte, jedoch zögerte, einen neuen Krieg gegen Polen-Litauen zu beginnen, verbündeten sich die Kosaken mit dem Khan der Krim. Als Bezahlung durften die Krimtataren den Löwenanteil der erbeuteten polnischen Güter behalten. Die Kosaken begannen einen unaufhaltsamen Vormarsch Richtung Westen, wobei während des Feldzugs Massaker großen Ausmaßes an Polen, Jesuiten, römisch-katholischen Geistlichen und Juden begangen wurden.
Wie viele Juden den Pogromen zum Opfer fielen, ist aufgrund der Quellenlage nicht mit Sicherheit auszumachen: Der Völkermordforscher Gunnar Heinsohn schätzte, dass zwischen 34.000 und 42.500 Menschen ermordet wurden. Der in Israel lehrende Historiker Shaul Stampfer kam bei seinen Berechnungen auf 18.000 bis 20.000 Tote, was etwa der Hälfte der damals in der Ukraine (Rotruthenien dabei nicht mitgerechnet) lebenden Juden entsprach. „Die Grausamkeit der Kosaken setzte grauenerregende Vorbilder in die Welt.“ Viele Juden (möglicherweise mehr als 1000) konvertierten zur Orthodoxen Kirche, um ihr Leben zu retten. Mindestens 3000 Juden verkauften die Kosaken als Sklaven in das Osmanische Reich.
Der Aufstand beschränkte sich nicht nur auf das ostslawische Gebiet der polnischen Krone (die heutige Ukraine), sondern erfasste auch die ostslawischen Gebiete des Großfürstentums Litauen (das heutige Belarus). Das Kriegsglück verließ Chmelnyzkyj, als der Krimkhan İslâm III. Giray in den Schlachten bei Sboriw, Berestetschko und Schwanez die Kosaken verriet, damit Polen nicht allzu sehr geschwächt würde. Daraufhin wandte sich Chmelnyzkyj erneut an Zar Alexei Michailowitsch. Bei der Rada von Perejaslaw im Januar 1654 schwor ein Großteil der Kosakenelite einen Treueeid auf den Zaren. Das Zarentum Russland erklärte daraufhin Polen-Litauen den Krieg. Der sehr wechselhafte Russisch-Polnische Krieg 1654–1667 war eine Fortsetzung des Chmelnyzkyj-Aufstands. Am Ende wurden die Gebiete der heutigen Ukraine zwischen Russland und Polen entlang des Dnepr aufgeteilt.

## Literarische Bearbeitungen
- Henryk Sienkiewicz: Mit Feuer und Schwert, 1884, Roman – der polnische Literaturnobelpreisträger thematisiert den Aufstand in der Ukraine unter Chmelnyzkyj gegen die polnisch-litauische Herrschaft.

Die Verfilmung des Romans von 1999 war mit über 7 Millionen Zuschauern der in Polen erfolgreichste Kinofilm der Nachwendezeit.
- Isaac Bashevis Singer: Satan in Goraj, Roman – der jiddisch-polnisch-amerikanische Literatur-Nobelpreisträger schildert die Massaker an der jüdischen Bevölkerung sehr plastisch.
- Isaac Bashevis Singer: Jakob der Knecht, Roman – Einer der eindringlichsten Romane des großen Erzählers und Nobelpreisträgers. Polen, im 17. Jahrhundert: Chmelnyzkij-Aufstand, Pogrome. Ein jüdischer Flüchtling wird zum Leibeigenen, verliebt sich in die christliche Tochter seines polnischen Herrn. Als Jakob freigekauft wird, bekehrt er Wanda zu seinem Glauben und nimmt sie zur Frau. Doch damit geraten sie in tödliche Gefahr.